# Carlos Martins Marques
Carlos Martins Marques (1973) is een Portugees componist, muziekpedagoog, dirigent en trompettist.

## Levensloop
Marques studeerde trompet aan het Conservatório de Música de Aveiro de "Calouste Gulbenkian" in Aveiro. Hij speelde 9 jaar als trompettist in het amusementsorkest van het Portugese leger (Orquestra Ligeira do Exército). Daarnaast studeerde hij muziektheorie en muziekopleiding aan de Universiteit van Aveiro en behaalde zijn diploma's. Vervolgens studeerde hij HaFaBradirectie bij Alex Schillings aan het Koninklijk Conservatorium in Den Haag. Verder studeerde hij in Masterclasses bij Tijmen Botma, Klaas van der Woude, Robert Houlihan, Alex Schillings, Ernest Schelle en Vasco Pearce de Azevedo.
Hij werkte als docent aan het Conservatório de Música da Jobra, aan de Escola Superior de Educação Jean Piaget in Viseu en aan de Escola Superior de Educação Jean Piaget de Arcozelo in Vila Nova de Gaia.
Hij is dirigent van de Banda Amizade – Banda Sinfónica de Aveiro en van de Amizade Big Band. Met de Banda Amizade – Banda Sinfónica de Aveiro behaalde hij in 2006 tijdens het Certámen Internacional de Bandas de Música Ciudad de Valencia een 3e prijs in de 1e sectie. Naast verdere prijzen bij het Concurso Internacional Villa d’Alginet en het Concurso Internacional de Bandas do Ateneu Artístico Vilafranquense naam het orkest ook succesrijk deel aan het Wereld Muziek Concours te Kerkrade in 2009.
Hij is dirigent en medeoprichter van het ensemble "Verão Amizade" en van de orkesten van de Escola Profissional da Jobra en van het Conservatório de Música da Jobra. Marques is leider van verschillende instrumentale cursussen aan het Conservatório Regional do Baixo Alentejo. Als gastdirigent werkt hij in binnen- en buitenland, ook in Nederland en Italië.
Als componist schreef hij rond 100 werken voor banda (harmonieorkest) en kamermuziek. Voor Adélio Carneiro schreef hij in 2007 het Concertino voor tuba en Banda Sinfónica dat op 21 oktober 2007 in het muziekgebouw Casa da Música in Porto met Adélio Carneiro (tuba) en de Banda de Famalicão onder leiding van Fernando Marinho in première ging. Verschillende werken van hem werd op diverse wedstrijden in Europa verplicht gesteld. Zijn The Transit of Venus werd tijdens het Western Band International Clinic (EUA) in 2008 in het magazine Bandworld als een van de beste werken van het jaar gepresenteerd.

## Composities

### Werken voor banda (harmonieorkest)
- 1997 Clássicos populares nº. 1, rapsodie
- 1998 Português suave, rapsodie
- 1999 Marie Henriette, ouverture
- 2000 Presidente António Conde, mars
- 2000 The great gate of Kiev, ouverture
- 2001 A Pinheirense
- 2001 Manuel Joaquim Almeida
- 2001 Mocidade Junqueirense, mars
- 2002 Centenário festivo
- 2002 Dedicação
- 2002 Gueifães em marcha
- 2002 S. Martinho, processiemars
- 2003 Fantasia de Natal
- 2003 Olé Junqueira, paso doble
- 2003 Português Cantando, rapsodie
- 2003 Xutos (Xutos & pontapés)
- 2004 Cassiopeia
- 2004 Jigs, twee Ierse dansen voor twee dwarsfluiten en harmonieorkest
- 2004 Natum 1834
- 2004 Recordar Zecafonso, selectie voor zangstem en banda
- 2004 The 4 Trombones, mars
- 2004 Tributo a Aristides Sousa Mendes, mars
- 2005 Júlio de Barros Mendes, mars
- 2006 Gaudeamus Igitur, voor gemengd koor en harmonieorkest
- 2006 Medley de José Cid, voor mannenkoor, harmonieorkest, elektrische gitaar, piano en basgitaar
  1. O tempo que passou
  2. No dia em que o rei fez anos
  3. nasci para a música
- 2006 O Único, mars
- 2007 Concertino, voor tuba en band (harmonieorkest)
- 2007 The transit of Venus
- 2008 Fantasia sobre Srª do Almortão
- 2009 Mumadona Dias
- 2009 Soure em Harmonia, concertmars
- 2011 Artis Calambria - geïnspireerd door een gedicht van Ferreira de Castro
- 2011 Lusitanidades, selectie van Portugese liederen
- 2011 Vale de Cambra 100 Anos, mars
- Filos, concertmars op. 1

### Werken voor bigband
- 1998 Memórias I, voor zangstem en bigband
- 1998 Memórias II, voor zangstem en bigband
- 2001 Open it, voor bigband
- 2001 Perdidamente (Trovante), voor zangstem en bigband
- 2003 Walkin' by myself (Gary moore), voor zangstem en bigband
- 2006 Deixa-me rir, voor zangstem en bigband - tekst: Jorge Palma